# Alfred Bachelet
Alfred Bachelet (Parigi, 26 febbraio 1864 – Nancy, 10 febbraio 1944) è stato un compositore, direttore d'orchestra e docente francese.

## Biografia
Nato a Parigi, Bachelet studiò al Conservatoire de Paris con Ernest Guiraud e ottenne il secondo Grand Prix de Rome nel 1890 con la sua cantata Cléopâtre su un testo di Fernand Beissier. Fu direttore del coro nel 1907, poi direttore dell'Opéra national de Paris. Ha prestato servizio come direttore del Conservatorio di Nancy dal 1919 fino alla sua morte nel 1944. Fu eletto all'Académie des Beaux-Arts nel 1929.
Bachelet morì a Nancy il 10 febbraio 1944.

## Opere selezionate
- Chère nuit, lied, 1897
- Scemo, opera, 1914
- Quand la cloche sonnera[2] (libretto by Yoris d'Hansewick[3] and Pierre de Wattyne[4]) opera, 1922
- Un jardin sur l'Oronte (libretto di Franc-Nohain su novella di Maurice Barrès), opera, 1932
- Fantaisie nocturne, balletto
- Sûryâh, poema sinfonico